# ジョルディ・プジョール
ジョルディ・プジョール・イ・ソレイ（カタルーニャ語: Jordi Pujol i Soley, カタルーニャ語発音: [ˈʒɔrði puˈʒɔɫ i suˈɫɛj], 1930年6月9日 - ）は、スペイン・バルセロナ出身の政治家。1980年から2003年までカタルーニャ州政府首相を務めたほか、集中と統一(CiU)代表やスペイン下院議員などを歴任した。

## 経歴

### 家族
父方の祖父母はジローナ県ダルニウスのコルク栓製造業者であり、母方の祖父母はバルセロナ県プレミアー・ダ・ダルトの富農だった。父方の祖父母は1917年にコルク工場を閉鎖し、地中海に面したバルセロナ県プレミアー・ダ・マールに引っ越した 。父親のフロレンシ・プジョール(スペイン語版)は銀行員となり、裕福な農家の娘マリアと結婚してジョルディを含む三子を儲けている。フロレンシ・プジョールはカタルーニャ共和主義左翼(ERC)の党員でもあった。

### 政界進出前
1930年6月9日、ジョルディ・プジョールはバルセロナに生まれた。生後数か月で亡くなったジュアンという兄がおり、マリアという妹がいる。5歳の時にバルセロナ・ドイツ人学校で学び始めたが、1936年にスペイン内戦が勃発したために学校は閉鎖され、プジョール家は母親の実家があるプレミアー・ダ・ダルトに疎開した。
一家は内戦が終結した1939年にバルセロナに戻り、プジョールは再びバルセロナ・ドイツ人学校で学び始めた。プジョールはドイツ語、フランス語、スペイン語を話すことができる。その後は教師のジュアン・トゥリアドゥに個人指導を受け、15歳の時にペレス・イボーラ学院を卒業した。1946年にバルセロナ大学医学部で学び始め、薬学の学位を取得した。フィデス・クアトレカサスというよく知られた研究室で研究者として働いていた際に、抗生物質軟膏ネオ＝バシトリンを開発している。この軟膏は商業的に成功し、今日でも使用されている。

### 政治運動家として

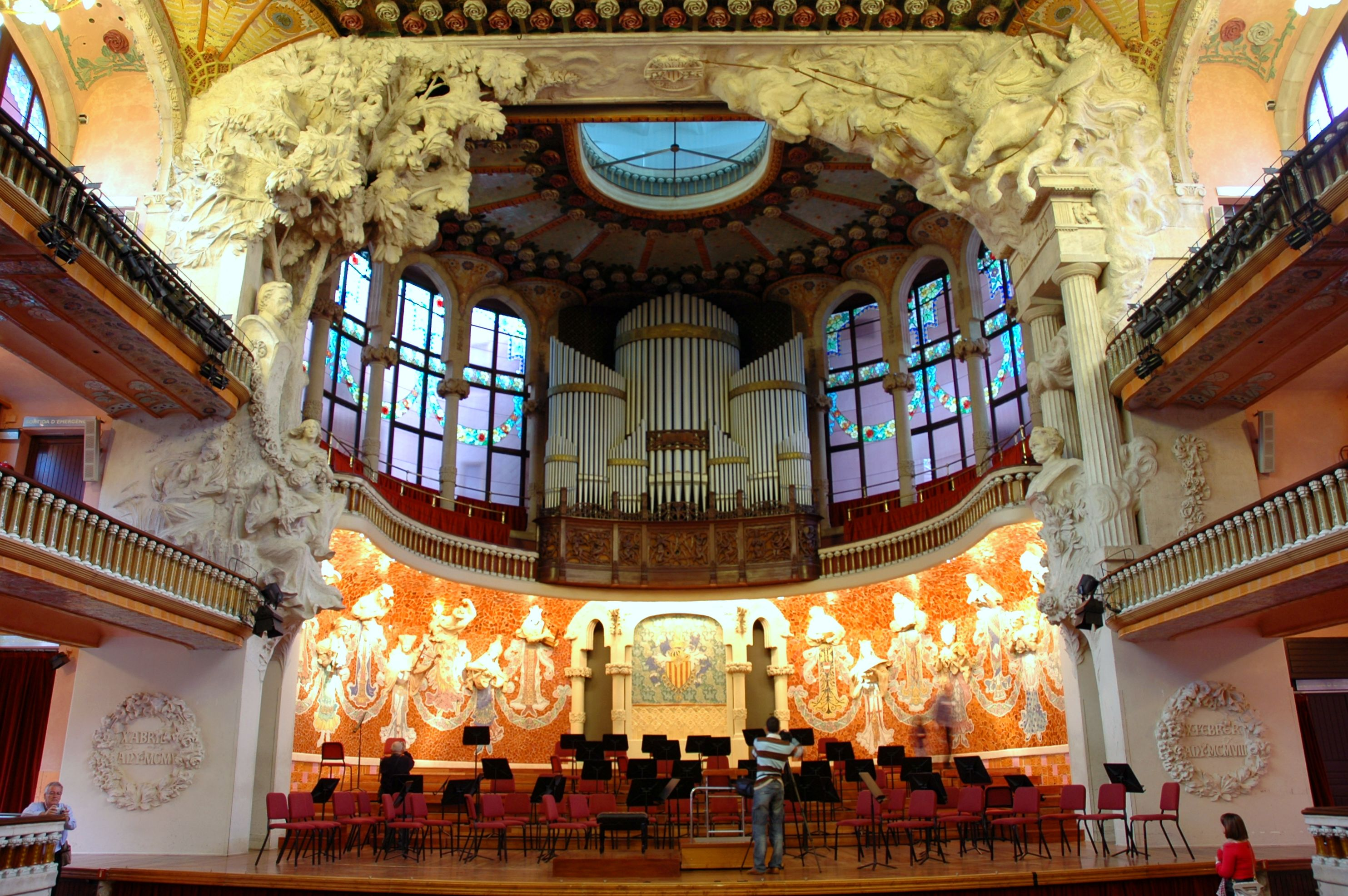
騒動が起こったカタルーニャ音楽堂

バルセロナ大学在学中には、スペイン内戦やフランコ独裁政権が蝕んだ理想的なカタルーニャの再構築を模索していた様々な活動家のグループに参加した。参加したグループには、グルプ・トラス・イ・バヘス、クミシオー・アバット・オリバ、グルプ・ペレ・フィゲラ、クフラディア・ダ・ラ・デウ・ダ・ムンサラート・ビルテリアなどがある。グルプ・トラス・イ・バヘスではジャウマ・カルネルやジュアン・レベントスなどの活動家と出会った。
1960年にはカタルーニャ音楽堂で、カタルーニャ詩人ジュアン・マラガイに対するオマージュとして、以前はスペイン当局に禁じられていたカント・ダ・ラ・サニェーラ（旗の歌）を観客の一部が歌った。プジョールはこの反体制抗議を組織した人物のひとりであり、フランコ政権に対する抗議運動の廉で捕らえられて拘留された。プジョールは懲役7年を宣告されたが、2年半服役した後に出所。カタルーニャ人の国民意識を高め、カタルーニャの発展のために必要な文化機関・金融機関を設立することを目的として、「国家の構築」をスローガンに新たな政治活動を始めた。

### 政治家として

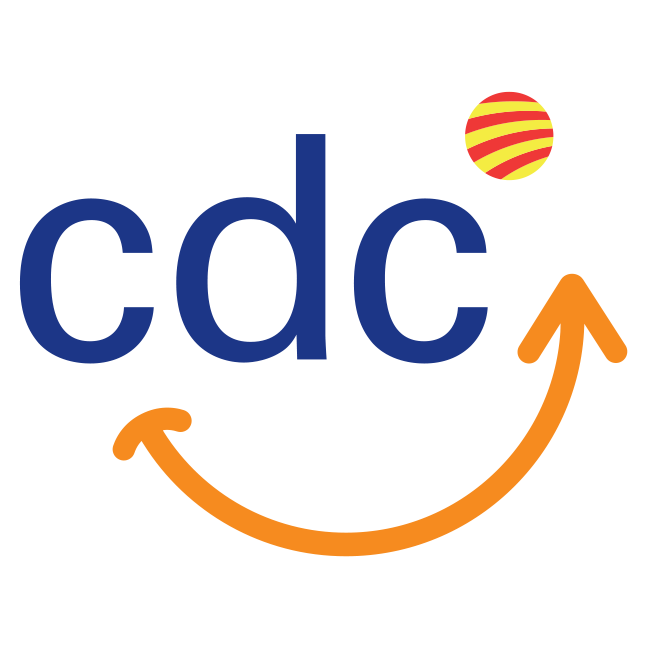
プジョールが代表を務めたカタルーニャ民主集中

1974年にはカタルーニャ民主集中（CDC、当時は非合法政党）の創設者となり、プジョールは初代書記長に就任した。1975年11月にフランシスコ・フランコが死去し、スペインが民主化の時代を迎えると、カタルーニャ民主集中は1977年に合法化された。
1977年から1980年には、ジュセップ・タラデリャスが率いるカタルーニャ州暫定政府で無任所大臣を務めた。1977年にはカタルーニャ自治憲章を承認するために、カタルーニャの政党であるカタルーニャ民主協定を主導した。1977年のスペイン議会総選挙ではバルセロナ県選挙区から出馬し、スペイン下院議員に選出された。1979年には下院議員に再選されたが、カタルーニャ州での活動に専念するために、1980年に下院議員を辞職した。
1980年3月20日、フランコ死去後初のカタルーニャ州議会議員選挙が行われた。カタルーニャ民主集中とカタルーニャ民主連合(UDC)は集中と統一(CiU)という選挙連合を組んで選挙に勝利し、1980年4月24日にプジョールがカタルーニャ州首相に就任した。1984年（2選）、1988年（3選）、1992年（4選）、1995年（5選）、1999年（6選）にも首相に再選された。
1985年、プジョールは欧州地域理事会(CRE)でエドガール・フォールとの協力を開始し、この組織は後に欧州地域総会(AER)となった。1992年から1996年には欧州地域総会の会長を務めた。カタルーニャ州首相を23年間務め、2003年に政界から引退した。カタルーニャ民主集中党首の座はアルトゥール・マスが引き継いだが、マスは2003年のカタルーニャ州首相選出投票で敗れている。2003年にはカタルーニャ州首相時代に収集した16,000冊以上の資料をカタルーニャ図書館に寄贈した。

### 脱税問題
2014年にはプジョール家の脱税・資金洗浄・資産隠しなどが表面化し、2014年7月には長男のジョルディ・プジョール・フェルソラがこの問題に対する釈明を行ったほか、四男のウリオル・プジョールが政界からの引退を発表した。7月25日にはプジョール本人が脱税に関する釈明を行い、7月29日には資金洗浄と脱税の疑いでプジョールと妻のマルタ・フェルソラが起訴された。カタルーニャ民主集中はプジョールの給料と事務所を取り上げ、カタルーニャ民主集中や集中と統一の「前会長」や「創設者」としての地位を剥奪した。
カタルーニャ州のエル・ペリオディコ・デ・カタルーニャ紙が9月初旬に行った世論調査では、カタルーニャ州の有権者の55%はこの政治腐敗問題が11月9日の2014年カタルーニャ独立住民投票に悪影響を与えるとする結果が出た。マドリードに拠点を置くエル・パイス紙が行った世論調査でも、有権者の54%がカタルーニャの独立運動に悪影響を与えるとする結果が出た。9月5日には学術的研究を行っていたジョルディ・プジョール研究センターの閉鎖が発表された。

## 家族

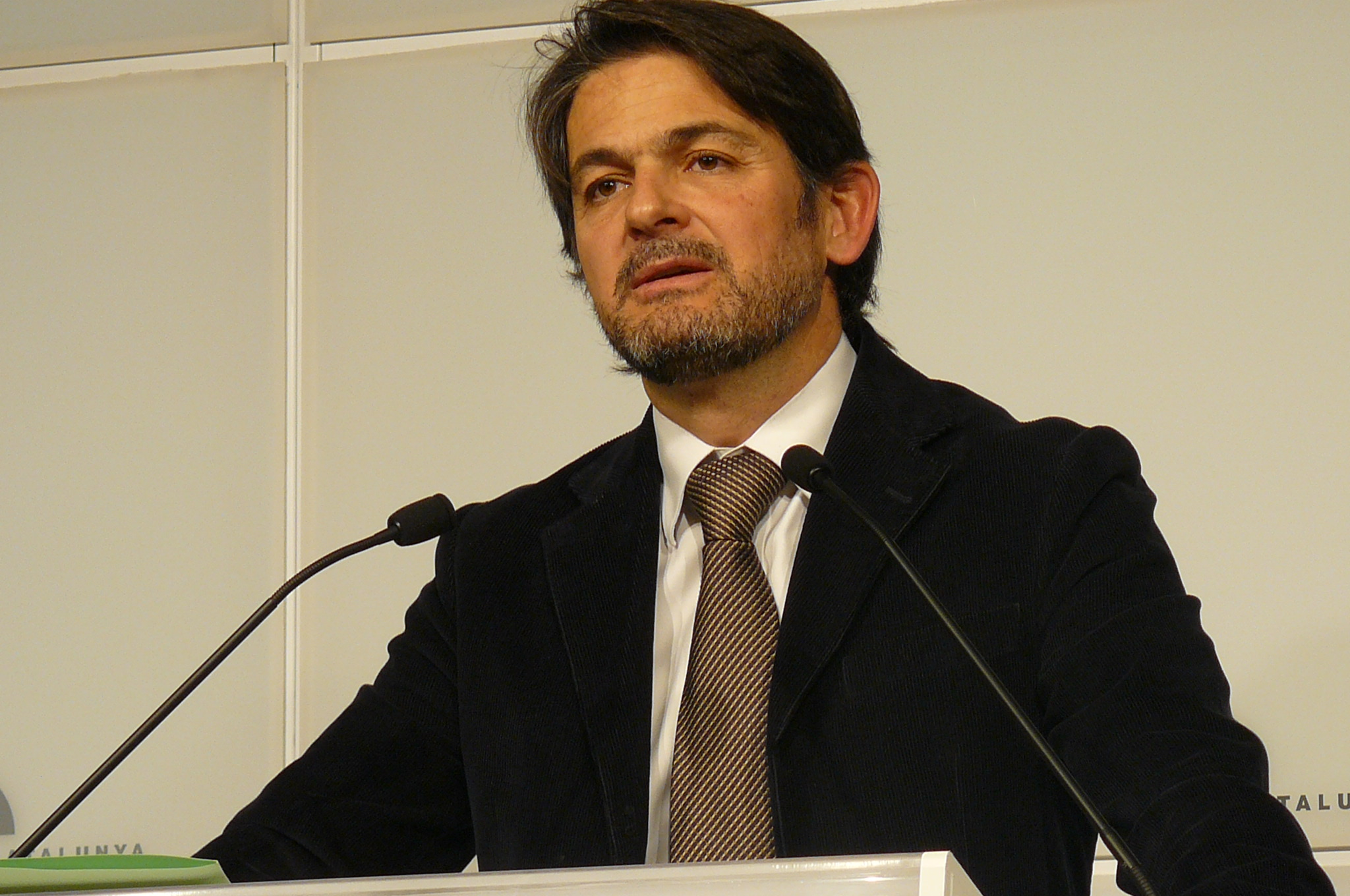
四男のウリオル・プジョール

実業家の娘であるマルタ・フェルソラと事実婚の関係にあったが、20代半ばだった1956年、ムンサラートにあるベネディクト会のサンタ・マリア・ダ・ムンサラート大修道院付属大聖堂で結婚式を挙げた。フェルソラとの間に7人（男5・女2）の子を儲け、長男のジョルディ・プジョール・フェルソラ（1958年-）や四男のウリオル・プジョール（1966年-）は政治家となった。五男のオレゲール・プジョール(スペイン語版)（1972年-）は実業家となった。

## 思想・政策

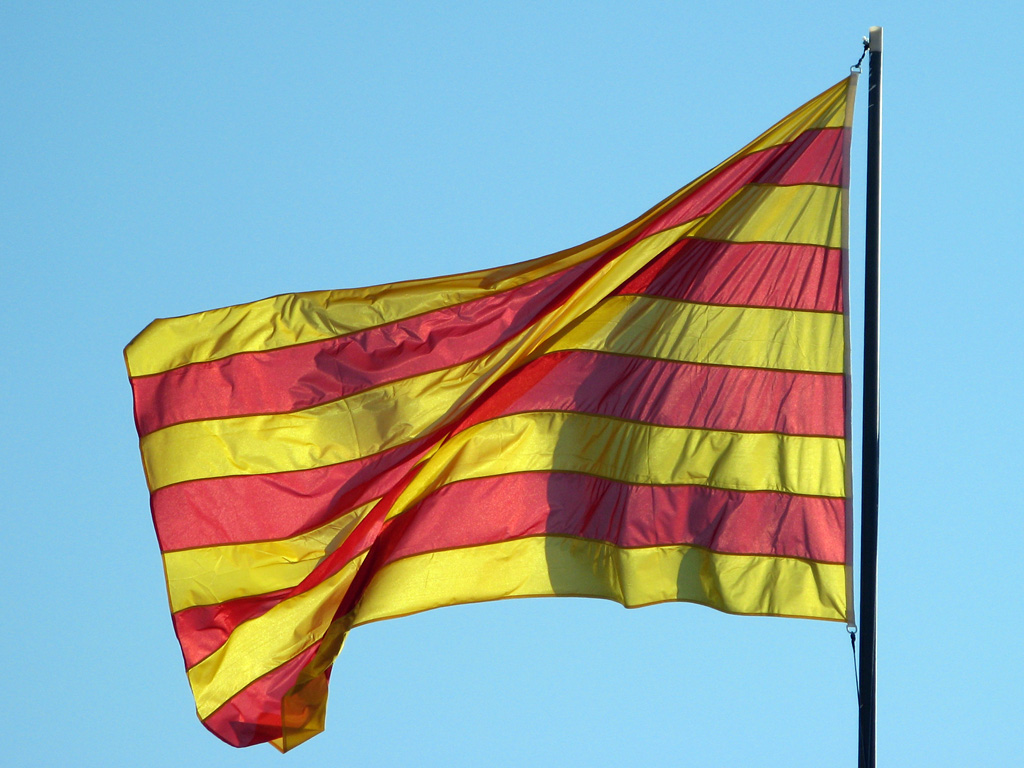
カタルーニャ・ナショナリズムの象徴であるサニェーラ

1980年から23年間務めたカタルーニャ州首相としての最後の10年間、プジョールは連邦化されたスペインを目標として活動し、スペインから完全に独立した「カタルーニャ共和国」という形態を模索する代わりに、カタルーニャ州でのカタルーニャ・ナショナリズムの構築に手を尽くした。カタルーニャを「国家として、我々の人格や相違の集合体として」、「我々のアイデンティティが尊重されることを保証する」存在として認識させることを目指したのである。しかし、1996年からスペイン政府の政権を担当した保守派の国民党(PP)は、カタルーニャ語が「アラゴン地方の東側で話されている（に過ぎない）」言語であると認識するだけでなく、カタルーニャ自治憲章に反対した。
プジョールは少なくともスペインの民主化（1975年-1982年）以前に、「（スペイン政府は）今まで以上に、カタルーニャに対して攻撃的である」と述べ、カタルーニャ人は「スペイン国家の一部であることに対して、もはや何の希望も持つことができない」とした。近年には、21世紀初頭におけるあからさまなカタルーニャ分離主義の急騰が「all in the right」であると述べている。プジョールは欧州統合の熱烈な支持者である。